# Wotje
Wotje è un atollo dell'Oceano Pacifico.  Appartenente alle isole Ratak è amministrativamente una municipalità delle Isole Marshall.  
Ha una superficie di 8,18 km², una laguna di  km² e 866 abitanti (1999).

## Popolazione
| Popolazione |      |      |      |      |      |      |  |  |  |
| Anno        | 1958 | 1967 | 1973 | 1980 | 1988 | 1999 |  |  |  |
| Abitanti    | 361  | 396  | 425  | 535  | 646  | 866  |  |  |  |
|             |      |      |      |      |      |      |  |  |  |